# ロイヤル・アンダーウッド
ロイヤル・アンダーウッド（Loyal Underwood 1893年8月6日 - 1966年9月30日）は、アメリカ合衆国の俳優。イリノイ州ロックフォード出身。主にチャールズ・チャップリンのサイレント期の映画に脇役で活躍した。小柄な体格が特徴。

## 出演作品
- チャップリンの伯爵（1916年）ピエロに扮した訪問客・警官（二役）
- チャップリンの勇敢（1917年）小柄の子沢山の父親・警官（二役）
- チャップリンの霊泉（1917年）患者（ノンクレジット）
- チャップリンの移民（1917年）農婦の夫
- 担へ銃（1918年）小柄なドイツ士官
- サニーサイド（1919年）太った少年の父
- 一日の行楽（1919年）通りで怒る男
- 教授（1919年 - 1922年）安宿の主
- 給料日（1922年）飲み仲間
- 偽牧師（1923年）教会執事
- ライムライト（1952年）ストリートミュージシャン